# جهانگیر افکاری
جهانگیر افکاری (۱۲۹۶ – ۸ دی ۱۳۸۲) مترجم و مقاله‌نویس ایرانی بود. ترجمه کتاب‌های کاندید نوشته ولتر و جنگ شکر در کوبا اثر ژان-پل سارتر، از جمله برگردان‌های شناخته شده او هستند.

## زندگی
افکاری پس از پایان بردن تحصیلات دبیرستانی، به خواندن آثار ادبی و فراگرفتن زبان روی آورد. از ۱۳۱۶ به ترجمهٔ داستان‌های کوتاه پرداخت و ترجمه‌های خود را در مجلات و روزنامه‌های آن دوره منتشر کرد. در سال‌های پیش از کودتای ۱۳۳۲، به فعالیت سیاسی در حزب توده روی آورد و به‌همین سبب چندسالی را در زندان گرفتار بود. پس از آزادی به ترجمه‌ی آثار ادبی و سیاسی روی آورد و آثاری از نویسندگان برجسته‌ی جهان را به فارسی ترجمه کرد. او به خاطر ترجمهٔ جنگ شکر در کوبا، نیز زندانی شد.
افکاری پس از حدود چهار سال تحمل آلزایمر و بستری بودن در آسایشگاه، در دی ماه ۱۳۸۲ درگذشت.

## ترجمه‌ها
- سرگذشت دختر روستایی، گی دو موپاسان، ۱۳۱۸
- زندگی من و پنج داستان، آنتون چخوف
- اصول مقدماتی فلسفه، ژرژ پولیتزر، ۱۳۵۸
- نوازنده‌ٔ نابینا، ولادیمیر گالاکیتونویچ کارولنکو، ۱۳۳۶
- کاندید، ولتر، ۱۳۴۰
- پرستوک سفید، پنج نویسنده‌ی بلغاری، ۱۳۴۰
- ماجرای خنده‌آور سرگذشت هنرپیشه، آناتول فرانس، ۱۳۳۵ شرکت سهامی کتاب‌های جیبی با همکاری انتشارات فرانکلین
- دیپاچهٔ شاهنامه، ژول مُل، ۱۳۴۵
- وجدان سیاسی عصر ما، ۱۲ نویسنده، ۱۳۵۲
- جنگ شکر در کوبا، ژان-پل سارتر
- آقامحمد قاجار، امینه پاکروان، ۱۳۵۳
- راهبهٔ کاسترو، استاندال، ۱۳۵۷
- ویتنام، میهن بازیافته، نگوین خاک‌وین، ۱۳۶۱
- داودی آبی، کارل چاپک، ۱۳۶۳
- کوخ‌نشینان خوش امید، لوسی ژولیا، ۱۳۶۵
- مکتب‌های اقتصادی، ژوزف لاژوژی، ۱۳۶۷
- تولستوی، اشتفان تسوایگ، ۱۳۷۰[۵]